# Shūsaku Hosoyama
Shūsaku Hosoyama (jap. 細山 周作, Hosoyama Shūsaku; * 20. Juli 1984 in Yoichi, Hokkaidō) ist ein japanischer Skispringer.

## Werdegang
Hosoyama gab sein internationales Debüt 2002 im Skisprung-Continental-Cup. Dabei erreichte er bereits in seinem ersten Springen am 11. Januar 2002 auf der Miyanomori-Schanze in Sapporo mit dem vierten Platz eine überraschend gute Platzierung. Bei den Juniorenweltmeisterschaften 2002 in Schonach sprang er auf den 49. Platz. Anschließend sprang er bis Ende 2006 nur bei Springen in Japan, konnte dabei jedoch keine vorderen Platzierungen erreichen. Im Januar 2007 startete er bei der Winter-Universiade in Pragelato. Von der Normalschanze erreichte er dabei den 11. und von der Großschanze den 13. Platz. Im Teamwettbewerb gewann er gemeinsam mit Yoshihiko Osanai und Shūji Endō die Bronzemedaille. Am 25. Januar 2008 startete Hosoyama zu seinem ersten Springen im Weltcup. Die Punkteränge konnte er jedoch in den beiden Springen, die er absolvierte, nicht erreichen. Am 9. Januar 2009 konnte er beim Springen auf der Miyanomori-Schanze in Sapporo mit Rang drei seine einzige Podestplatzierung im Continental Cup erreichen. Seit März 2009 startet er – von wenigen Ausnahmen abgesehen – nur noch bei FIS-Rennen und im FIS-Cup in Japan.

## Erfolge

### Grand-Prix-Platzierungen
| Saison | Platz | Punkte |
| ------ | ----- | ------ |
| 2006   | 71.   | 5      |
| 2010   | 76.   | 5      |